# Fantasmi da Marte
Fantasmi da Marte (Ghosts of Mars) è un film horror fantascientifico del 2001 diretto da John Carpenter e interpretato da Ice Cube, Natasha Henstridge e Jason Statham.

## Trama
Anno 2176. Il pianeta Marte è stato quasi totalmente terraformato, permettendo agli umani di camminare sulla superficie senza dover indossare tute pressurizzate. L'agente di polizia Melanie Ballard è il comandante in seconda di una piccola squadra inviata per recuperare e trasportare un prigioniero chiamato Desolation Williams. Giunta alla vecchia miniera dove Williams viene tenuto, Ballard scopre che gli abitanti sono quasi tutti scomparsi, eccezion fatta per alcuni cadaveri senza testa e i detenuti. Investigando, scopre che gli occupanti di un'altra miniera avevano trovato una porta sotterranea che era stata creata da un'antica civiltà marziana. Quando la porta è stata aperta hanno fatto uscire degli spettri, spiriti rimasti per anni sottoterra e risvegliati dai minatori, i quali vengono posseduti da queste presenze e iniziano a dare la caccia agli invasori umani di Marte per ucciderli.

## Produzione
Secondo alcune voci il film doveva essere in origine un'altra pellicola con protagonista Jena Plissken con il titolo Fuga da Marte, ma per via dello scarso successo di Fuga da Los Angeles, lo studio decise di convertire il personaggio di Jena in Desolation Williams.
Strutturalmente il film è un remake di Distretto 13 - Le brigate della morte dello stesso Carpenter. Non a caso, Fantasmi da Marte è in realtà un horror d'azione che però riprende canoni tipici del western, proprio come Distretto 13 che fu ispirato a sua volta da Un dollaro d'onore, classico del western diretto da Howard Hawks. Il film riprende da Distretto 13 anche il tema dell'assedio, dove i protagonisti del film devono respingere e fuggire dalle forze nemiche che cercano di entrare nel loro rifugio, tema trattato da Carpenter anche ne Il signore del male. In generale il film riprende molte caratteristiche del cinema Carpenteriano e le ripropone in una veste più muscolare, infatti sin dall'inizio delle riprese Carpenter disse che il suo scopo era quello di «creare un B-movie a tutti gli effetti, con molta azione, poco cervello e tanto splatter».

## Ambientazione
Nonostante Marte abbia un ciclo di giorno/notte quasi identico a quello della Terra, la maggior parte del film è ambientato di notte. L'unico momento in cui vediamo Marte durante il giorno è in un flashback sul personaggio della scienziata (Joanna Cassidy), quando parla di come ha trovato ed aperto un "vaso di Pandora" che ha fatto sì che gli alieni potessero uscire.
Gran parte del film è stata filmata in una miniera di gesso in Nuovo Messico. Il gesso dovette essere trattato con migliaia di galloni di polvere rossa per ricreare il paesaggio tipico di Marte.

## Musiche
Carpenter, che figura pure come autore delle musiche, s'avvalse della collaborazione di diversi artisti per registrare la colonna sonora del film. Oltre alla thrash metal band Anthrax, parteciparono anche il chitarrista Buckethead e E. "Bucket" Baker.

## Accoglienza

### Incassi
La pellicola ha incassato in tutto il mondo 14010832 $ contro un budget di 28 milioni di dollari, rivelandosi dunque un flop finanziario.

### Critica
Il film ricevette critiche miste perlopiù  negative sia da pubblico che critica.